# Andy Hardys dubbelliv
Andy Hardys dubbelliv (engelska: Andy Hardy's Double Life) är en amerikansk komedifilm från 1942 i regi av George B. Seitz. Detta var den trettonde filmen i MGMs populära filmserie om Andy Hardy, spelad av Mickey Rooney. I filmen gör Esther Williams sin långfilmsdebut.

## Rollista
- Lewis Stone - domare Hardy
- Mickey Rooney - Andy Hardy
- Cecilia Parker - Marian Hardy
- Fay Holden - Mrs. Hardy
- Ann Rutherford - Polly Benedict
- Sara Haden - tant Milly Forrest
- Esther Williams - Sheila Brooks
- William Lundigan - Jeff Willis
- Robert Pittard - Botsy
- Bobby Blake - "Tooky" Stedman
- Susan Peters - Sue